# Leycesteria
Leycesteria er en slægt med knap 10 arter, der er udbredt fra det nordvestlige Himalaya til det sydvestlige Kina. Det er løvfældende buske med en opret til overhængende vækst. Bladene sidder modsat og er hele, ægformede til lancetformede med hel eller fint takket rand. Blomsterne sidder i hængende klaser, som både rummer farvede højblade og de egentlige blomster, der er 5-tallige og svagt uregelmæssige med sammenvoksede kronrør. Frugterne er bær med mange frø.
| Beskrevne arter |

- Himalaya-Leycesteria (Leycesteria formosa)

| Andre arter |

- Leycesteria crocothyrsos
- Leycesteria dibangalliensis
- Leycesteria glaucophylla
- Leycesteria gracilis
- Leycesteria sinensis
- Leycesteria stipulata
- Leycesteria thibetica